# Jammu and Kashmir Ikhwan
Jammu and Kashmir Ikhwan (Germandat de Jammu i Caixmir) fou una milícia formada pels serveis secrets indis per lluitar contra els guerrillers, dels que una part dels combatents eren pandits i la resta musulmans, en majoria simpatitzants del Partit de la Conferència Nacional de Caixmir. El dirigent fou Mr. Kuka Parray. La milícia va ser desmobilitzada el 2002 i 2003. Parray fou assassinat pels guerrillers el 2003 i molts altres membres han estat abatuts en revenja.